# Nir Friedman
Nir Friedman (né en 1967) est un professeur d'informatique et de biologie à l'université hébraïque de Jérusalem,.
Ses recherches portent sur la combinaison de l'apprentissage automatique et l'apprentissage statistique avec la biologie des systèmes, tout particulièrement dans les domaines de la régulation de l'expression des gènes, la transcription et la chromatine.

## Formation et recherche
Friedman obtient un B. Sc. à l'université de Tel Aviv en 1987 et un M. Sc. à l'Institut Weizmann en 1992. En 1997, il obtient un Ph. D. à l'université Stanford sous la supervision de Joseph Y. Halpern, dns le domaine de l'intelligence artificielle (titre de la thèse : « Modeling Beliefs in Dynamic Systems »). 
Il est ensuite chercheur postdoctoral à l'université de Californie à Berkeley, puis rejoint la School of Computer Science, de l'université hébraïque de Jérusalem, comme professeur associé d'abord, puis comme professeur.
Ses recherches, comprennent des travaux sur des classificateurs de réseaux bayésiens (avec Danny Geiger et Moises Goldszmid), la maximisation bayésienne structurelle en moyenne (expectation maximization), et l'usage de méthodes bayésiennes pour l’analyse de données pour l'expression génétique,,, (avec Aviv Regev, Dana Pe'er (en), Eran Segal (en), Daphne Koller et David Botstein). Plus récemment, il s'est concentré sur le modèle graphique probabiliste, la reconstruction de réseaux de régulation de gènes, l'épistasie et le rôle de la chromatine dans la régulation de la transcription (avec Oliver Rando).
En 2009, Friedman et Koller publient un ouvrage sur les modèles graphiques probabilistes.  Cette même année, il devient également professeur à l'Institute of Life Sciences et ouvre un laboratoire expérimental utilisant des outils robotiques pour étudier la régulation de la transcription du levain saccharomyces cerevisiae.

## Prix et distinctions
Nir Friedman est distinguished fellow 2014 de l'ISCB (International society of computational biology). Il est lauréat du Michael Bruno Memorial Award (2010), et il a bénéfié d'une bourse du Conseil européen de la recherche (2009–2014) ; il a également obtenu le prix Juludan (2007),et une bourse de la fondation  Sir Zelman Cowen Universities Fund (2007)